# Ansel Adams
Ansel Adams (anglès: Ansel Easton Adams)  (San Francisco, 20 de febrer de 1902 - Carmel-by-the-Sea, 22 d'abril de 1984) fou un fotògraf i ecologista estatunidenc, que va destacar per les seves creacions en fotografia de paisatge en blanc i negre dels paisatges del Far West, especialment del Yosemite National Park.
En col·laboració amb Fred R. Archer, Adams desenvolupà el sistema de zones com una manera de determinar l'exposició correcta i ajustar el contrast de les fotografies. La claredat i la profunditat resultants caracteritzen les seves obres i les dels altres fotògrafs als quals va ensenyar el nou sistema. És autor de nombrosos llibres de text sobre la teoria i pràctica de la tecnologia fotogràfica. Adams al principi utilitzava càmeres de gran format, tot i la seua mida, pes, lentitud i l'alt cost de la pel·lícula, pel fet que la seva resolució molt més gran li assegurava la nitidesa de les seves imatges.

Adams va fundar el Grup f/64 amb els seus col·legues Willard Van Dyke i Edward Weston i Imogen Cunningham entre d'altres. Les seves fotos es reproduïen en calendaris, pòsters i llibres, de manera que es van fer molt conegudes.
| « | Espero ansiós nous processos i nous desenvolupaments. Crec que la imatge electrònica serà el pròxim gran avenç. Aquests sistemes tindran característiques estructurals ineludibles, i tant els artistes com els tècnics hauran de fer un renovellat esforç per comprendre'ls i controlar-los.Ansel Adams. | » |

## Biografia

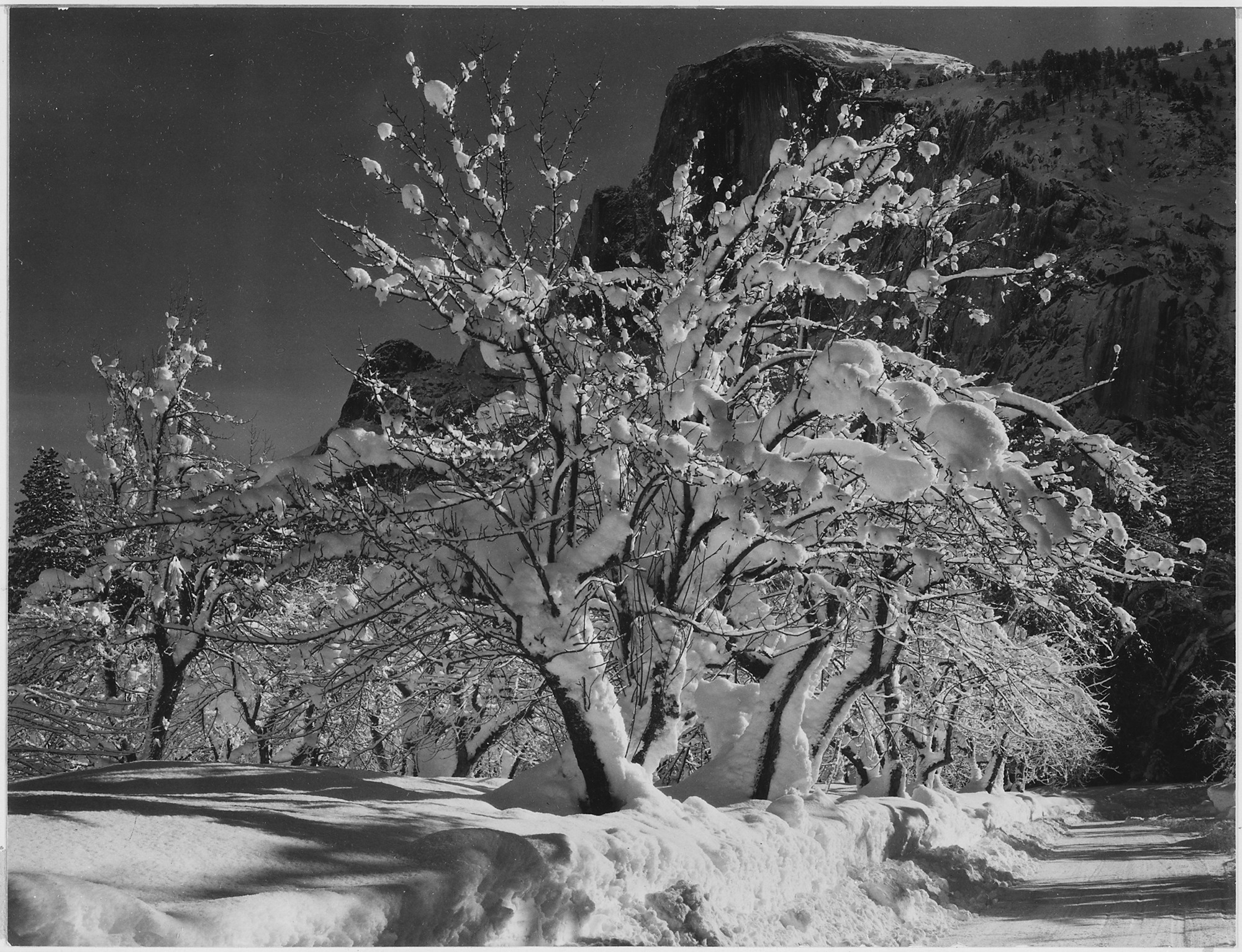
Yosemite National Park, (1933)

Ansel Easton Adams va néixer el 20 de febrer de 1902 a San Francisco, Califòrnia. Va ser considerat fotògraf i ecologista. Quan Adams tan sols tenia 4 anys, va estar present en el terratrèmol de San Francisco de 1906, on va sofrir una fractura de septe nasal. Com a resultat d'això va tenir el nas tort tota la seva vida, malgrat que un metge els havia comunicat que el nas es restabliria.
Fill únic de Charles Hitchcock Adams i Olive Bray, va créixer en un ambient victorià, social i conservador. La família Adams va venir de Nova Anglaterra, després d'haver emigrat des del nord d'Irlanda a començaments del segle xviii. El seu avi va fundar i va construir un negoci fuster pròsper, del qual el seu pare se'n va fer càrrec, encara que el talent natural del seu pare s'inclinava més per les ciències que pels negocis. Més tard, Ansel Adams condemnaria a aquest mateix sector per la tala massiva efectuada als grans boscos de sequoies. Ansel va lluitar durant tota la seva vida per defensar i protegir la natura.
Malgrat ésser intel·ligent, era molt tímid, el que, unit a la dislèxia que patia, li va causar uns certs problemes en intentar integrar-se a l'escola. Va estudiar piano durant alguns anys, el que li va donar disciplina i estructura, després dels primers quatre anys amb la seva primera professora, va passar per d'altres entre els quals es trobava el compositor Henry Cowell. Es va iniciar en la fotografia als 14 anys, utilitzant una càmera Kodak Box Brownie que li van donar els seus pares. Els estius Adams, gaudia amb sortides al camp i la fotografia, mentre la resta de l'any ampliava la seva tècnica pianística i musical. També va fer classes de piano per aconseguir ingressos extra, amb el que va aconseguir un piano de cua, una de les seves ambicions musicals.
Les seves primeres fotografies van ser publicades el 1921 i al Best's Studio va començar a vendre les seves imatges de Yosemite. Les seves fotografies ja mostraven una acurada composició i sensibilitat en l'equilibri tonal. En cartes i targetes familiars, va expressar els perills d'ascensió en què es ficava per aconseguir els millors punts de vista i d'enfrontar-se als pitjors elements. Al Best's Studi va conèixer la seva esposa, Virginia Best, i es van casar el 1928, tingueren dos fills. Virginia va heretar l'estudi del seu pare (pintor de paisatges) el 1935 i Adams va continuar treballant en ell fins al 1971, amb el nom d'«Ansel Adams Gallery».

## Treball fotogràfic
A mitjans de la dècada de 1920, Adams va experimentar amb enfocament suau, el procés bromoli i d'altres tècniques de pictòriques fotogràficas, com Photo-Secession liderat per Alfred Stieglitz, que s'esforçaven per posar la fotografia en un pla d'igualtat amb la pintura artística, tractant d'imitar-la. Tanmateix, Adams es va mantenir allunyat de la coloració que també era popular en aquest moment. Va utilitzar una varietat de lents per aconseguir diferents efectes, però finalment va rebutjar el pictorialisme i a encaminar-se cap a l'estil de «straight photography» (fotografia directa, o pura), on la claror de la lent és el més important, i on la fotografia ha de patir el més petit nombre d'ajusts i retocs possible. Amb el patrocini i la promoció d'Albert Bender, un empresari d'arts, que el va ajudar a la publicació de la seva primera cartera, Parmelian Prints of the High Sierras, la qual va ser un èxit (amb la que guanyen quasi 3900 $) i aviat va rebre encàrrecs comercials per fotografiar els clients rics que van comprar la seva cartera.
Entre 1929 i 1942, el treball d'Adams va madurar i es va tornar més estable. En el curs de la seva carrera de 60 anys, la dècada de 1930 va ser una època particularment productiva i experimental. Adams es va centrar en els primers plans detallats. El 1930 el Pueblo de Taos, el primer llibre d'Adams, va ser publicat amb el text de l'escriptora Mary Hunter Austin. A Nou Mèxic, va ser presentat als components del cercle de Stieglitz, la pintora Georgia O'Keeffe, l'artista John Marin, i el fotògraf Paul Strand, amb els quals va crear obres famoses durant les seves estades al sud-oest. Strand va ésser molt influent i va compartir secrets de la seva tècnica amb Adams, a qui va convèncer per dedicar-se a la fotografia amb tot el seu talent i energia. Un dels suggeriments que tot seguit va adoptar Adams va ser la d'utilitzar paper brillant en lloc de mat per intensificar els valors tonals.
Adams va construir el 1930 una casa am estudi al costat de la casa dels seus pares i va començar a treballar com a fotògraf comercial. Sota la creixent pressió de la crisi econòmica, al començament va fotografiar, com ell deia, «tot: des de catàlegs per a la indústria, a imatges d'arquitectura». A pesar que sempre va donar preferència a la fotografia artística, fins i tot a la seva vellesa va realitzar fotografia comercial, molts d'aquests encàrrecs posteriors van ser efectuats en color.
El 1936 va col·laborar organitzant la primera secció de fotografia al Museu d'Art Modern de Nova York (MoMA). Aquí va conèixer a Beaumont Newhall (historiador de la fotografia) i Nancy Newhall (escriptora - dissenyadora). Més tard col·laboraria amb Dorothea Lange per a un treball de la revista Life. Adams també va començar a publicar assaigs en revistes de fotografia i va escriure el seu primer llibre didàctic Making a Photograph el 1935.

### Grup f/64
Una nit de 1932, Ansel Adams i els fotògrafs Imogen Cunningham, John Paul Edwards, es van reunir amb Sonya Noskowiak, Henry Swift, Edward Weston i Willard Van Dyke per discutir i compartir sobre la idea de «fotografia directa», «fotografia pura». Encara que el treball dels participants eren diferents, van acordar perseguir un objectiu comú i definir una nova forma de fotografia creativa que havia de destacar-se clarament del tradicional pictorialisme. A una nova reunió en la qual es va discutir un nom per al grup. El jove fotògraf Preston Holder, un company d'estudis de Willard Van Dyke, va proposar "Els EUA 256", en relació amb el terme d'obertura 64, del diafragma més tancat de l'objectiu fotogràfic, que dona com a resultat una imatge de màxima nitidesa. Tanmateix, a causa de l'evident confusió que podia tenir amb una carretera dels Estats Units, van acordar Grup f/64.

### Projecte mural

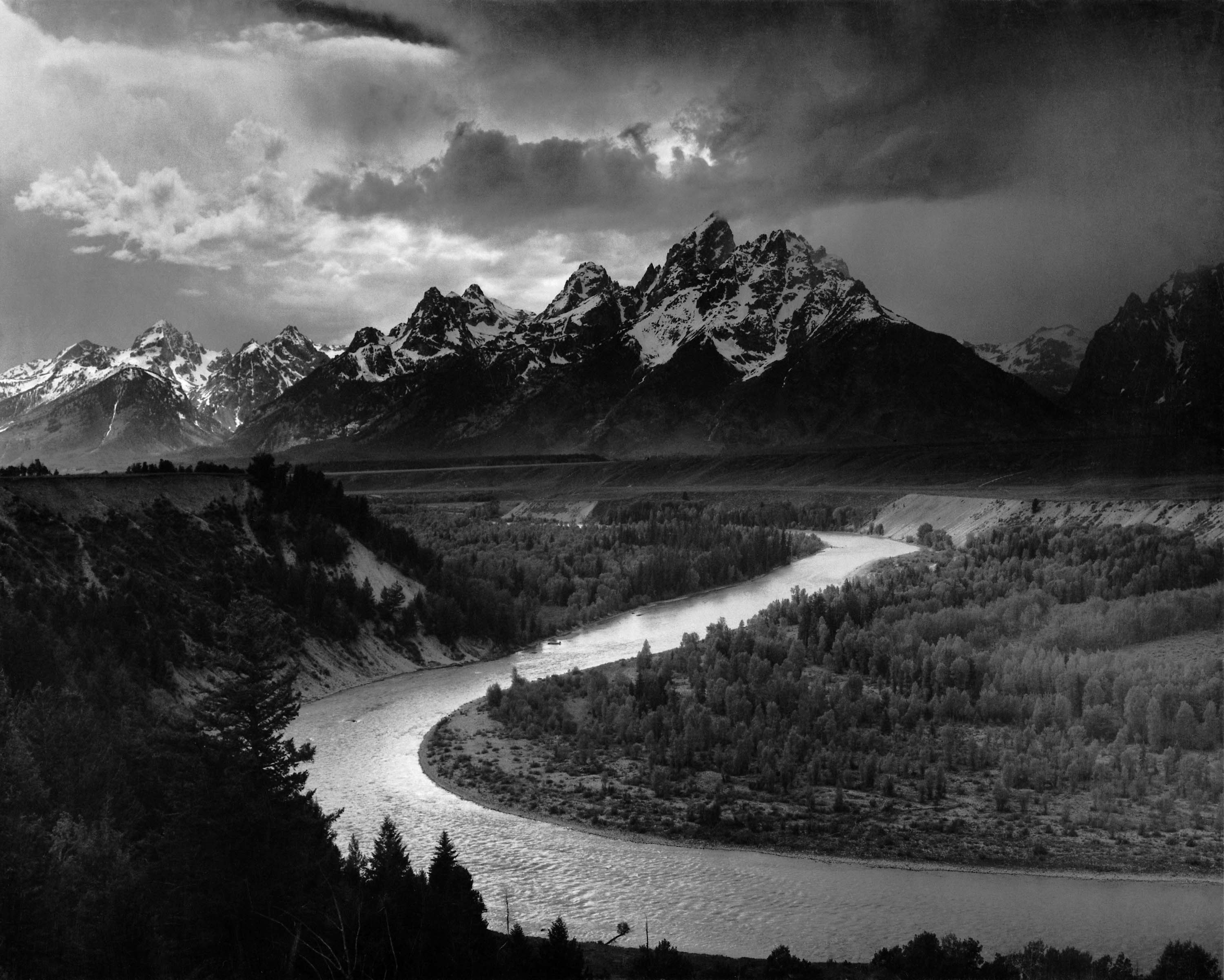
The Tetons and the Snake River (1941)

El 1941, Adams va ser contractat pel Departament de l'Interior del Govern dels Estats Units, per fer fotografies de parcs nacionals, reserves aborígens i d'altres llocs, per ser usades com a fotografies murals al nou edifici del Departament a Washington DC.
Part del seu acord amb el Departament va ser que podria també fer fotografies per al seu propi ús, ocupant la seva pròpia pel·lícula i revelatge. Encara que Adams va desar registres meticulosos del seu viatge i les seves despeses, va ser menys disciplinat amb el registre de les dates de les seves imatges i es va negar a registrar la data de "Moonrise", per la qual cosa no va quedar clar si pertanyia a Adams o al Govern dels Estats Units. La posició de la lluna va permetre que la imatge fo] datada mitjançant càlculs astronòmics i es va determinar que va ser presa l'1 de novembre de 1941, una jornada que Adams no havia treballat per al Departament, per la qual cosa la imatge pertanyia a Adams. La mateixa disputa va resultar no ésser veritable en molts altres negatius, incloent The Tetons and the Snake River que, havent estat realitzats per al projecte Mural, són propietat del govern dels Estats Units.
El projecte Mural es va aturar per l'entrada a la Segona Guerra Mundial dels Estats Units el 1942, i mai no va ser acabat.

La fotografia d'Adams The Tetons and the Snake River té la distinció de ser una de les 115 imatges gravades al Disc d'or de les Voyager a bord de la nau espacial Voyager. Aquestes imatges van ser seleccionades per transmetre informació sobre els éssers humans, plantes i animals, i les característiques geològiques de la Terra en una possible civilització extraterrestre. Aquestes fotografies reflecteixen eloqüentment la seva frase favorita, un mantra gaèlic, que diu: 
| « | Que les nostres ànimes siguin muntanyes, Que els nostres esperits siguin estels, Que els nostres cors siguin mons. | » |

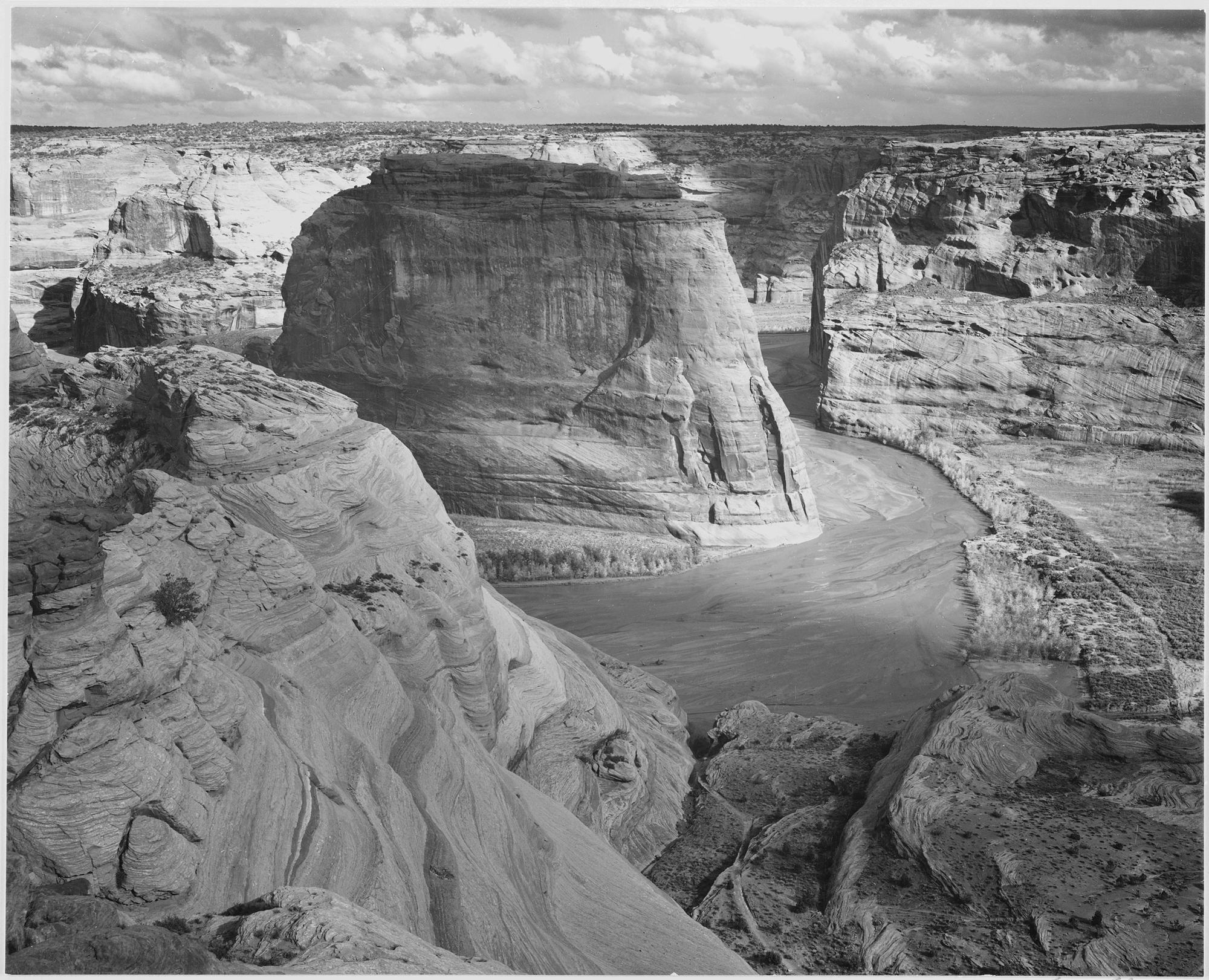
Canyon de Chelly (1941).
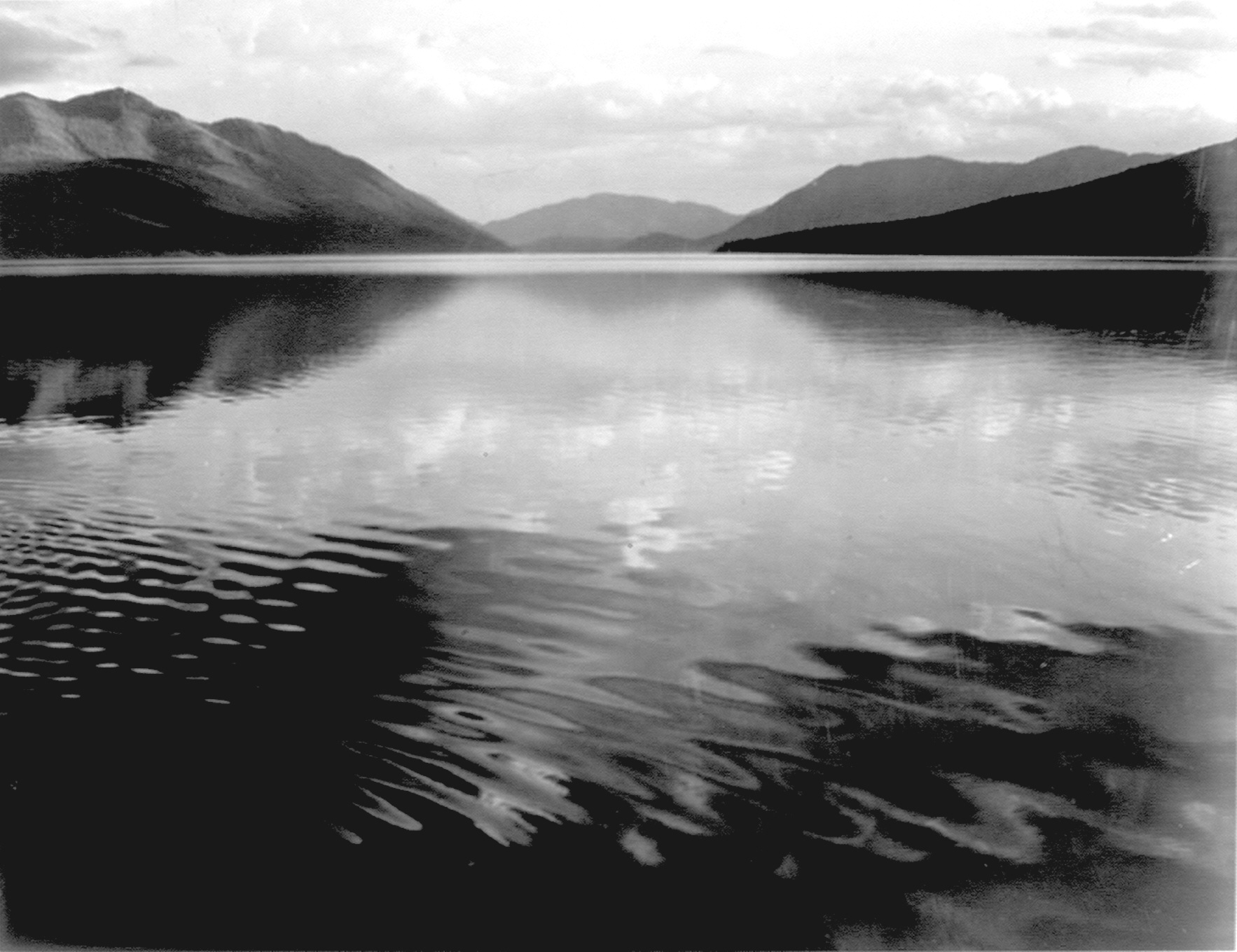
McDonald Lake, Glacier National Park (1941).
In Glacier National Park, (1933 - 1942).
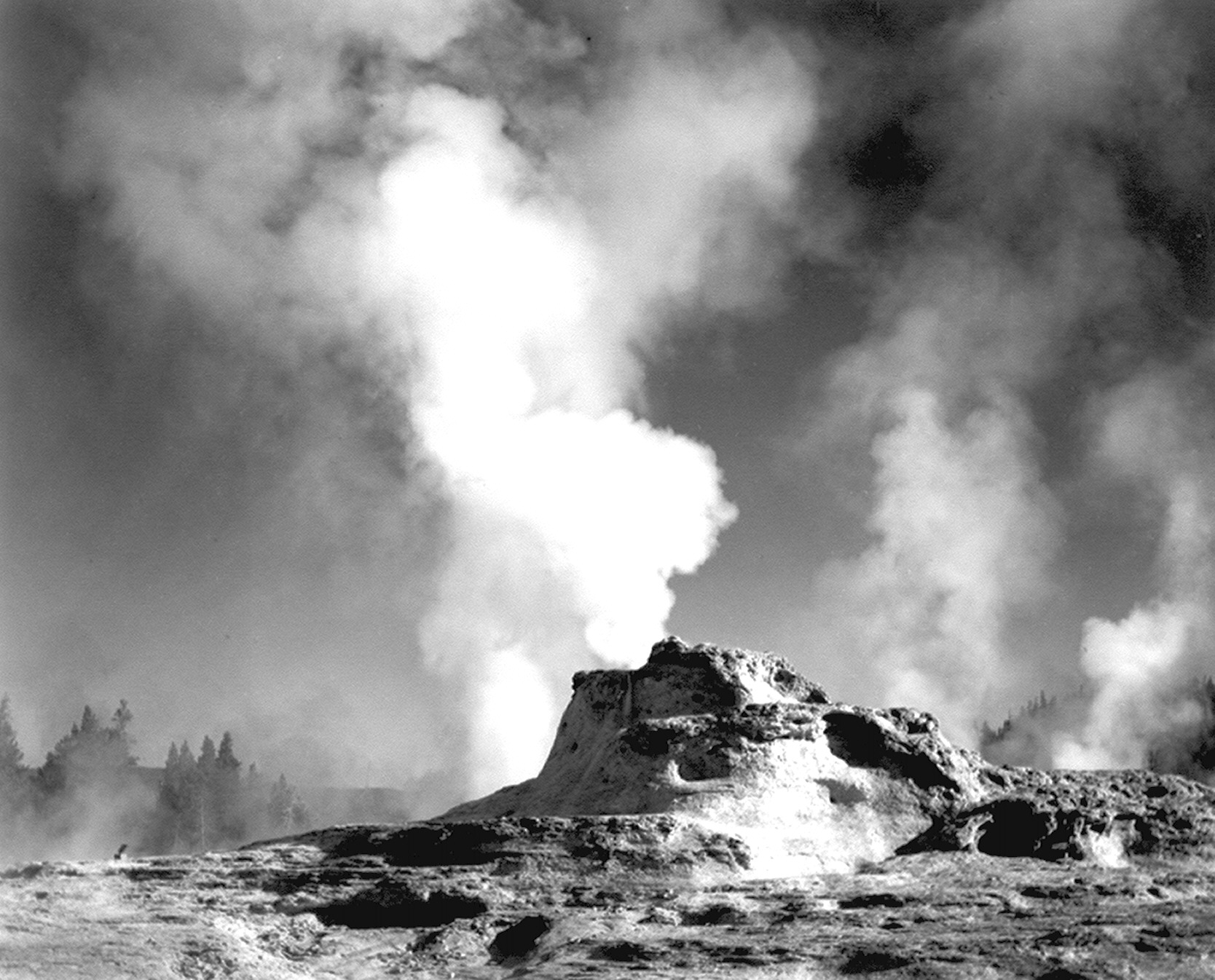
Castle Geyser Coye, Yellowstone National Park, (1941).

Després de la guerra, Adams va presentar una sol·licitud a la Fundació John Simon Guggenheim per a una beca, amb què poder continuar el seu treball als Parcs Nacionals i el projecte de la realització d'un llibre. Adams va ser guardonat amb la Beca Guggenheim en dues ocasions: 1946 i 1947. La beca li va permetre, entre altres coses, el transport aeri al sud d'Alaska, on, juntament amb un grup de geòlegs va aconseguir fotografies dels camps de gel prop de la badia del Parc Nacional de les Glaceres. Amb tot aquest material del Parc Nacional va extreure la documentació per a l'àlbum The National Parks and Monuments i el llibre de fotografies My Camera in the National Parks, que es van publicar el 1950.

### Treball amb color
Adams no va treballar exclusivament en blanc i negre, també va experimentar amb el color. Alguns exemples del seu treball de color estan disponibles a l'arxiu en línia del Centre de Fotografia Creativa de la Universitat d'Arizona. Els seus temes van des de retrats fins paisatges d'arquitectura, un abast similar a la de la seva obra en blanc i negre. Hi ha dues raons principals, segons una font experta, de per què Adams preferia blanc i negre.
La primera era que creia que el color podria ser una distracció i, per tant, podria desviar l'atenció de l'artista lluny d'assolir el seu potencial quan es pren una fotografia. Adams de fet va dir que podia aconseguir «un major sentit de "color" mitjançant una imatge en negre i blanc ben planificat i executat que mai s'aconseguiria amb la fotografia en color».
La segona raó va ser que Adams era un «mestre de control». Va escriure llibres sobre la tècnica, va desenvolupar el sistema de zones cosa que va ajudar a determinar l'exposició òptima i el temps de desenvolupament per a una determinada fotografia, i va introduir la idea de la «visualització prèvia», que va involucrar el fotògraf imaginant el que ell volia veure a la seva impressió final, fins i tot abans de disparar la càmera. A causa del seu amor pel control, no li agradava el color, ja que mancava d'aquest element que havia dominat amb el blanc i negre.

## Premis
Adams va rebre una sèrie de premis i honors durant la seva vida i després de la seva mort, àdhuc hi ha premis que porten el seu nom.
- Doctorat en Arts per la Universitat Harvard i la Universitat Yale.
- Premi Sierra Club John Muir Award - 1963.[29]
- Va ser escollit membre de l'Acadèmia Americana d'Arts i Ciències - 1966.[30]
- Premi al Servei de Conservació del Departament d'Interior - 1968.
- Medalla Presidencial de la Llibertat - 1980
- Premi Hasselblad - 1981.[31]
  - Premi establert el 1971 «Ansel Adams Award for Conservation Photography»,[29]
  - Premi establert el 1980 «Ansel Adams Award for Conservation» per «The Wilderness Society».[32], amb una exposició permanent de la seva obra a la seu de Washington DC.

## Llibres de fotografies
- Ansel Adams: 400 Photographs, 2007. ISBN 978-0-316-11772-2
- Ansel Adams: The Spirit of Wild Places, 2005. ISBN 1-59764-069-7
- America's Wilderness, 1997. ISBN 1-56138-744-4
- California, 1997. ISBN 0-8212-2369-0
- Yosemite, 1995. ISBN 0-8212-2196-5
- The National Park Photographs, 1995. ISBN 0-89660-056-4
- Photographs of the Southwest, 1994. ISBN 0-8212-0699-0
- Ansel Adams: In Color, 1993. ISBN 0-8212-1980-4
- Our Current National Parks, 1992.
- Ansel Adams: Classic Images, 1986. ISBN 0-8212-1629-5
- Polaroid Land Photography, 1978. ISBN 0-8212-0729-6
- These We Inherit: The Parklands of America, amb Nancy Newhall, 1962.
- This is the American Earth, amb Nancy Newhall, 1960. ISBN 0-8212-2182-5
- Born Free and Equal, 1944. Spotted Dog Press
- Sierra Nevada the John Muir Trail, 1938
- Taos Pueblo, amb Mary Austin, 1930 (edició de 100 exemplars)
- The High Sierra: Parmelian Prints of the High Sierras, 1927. (Jean Chambers Moore, Publisher)

### Llibres tècnics
- The Print, 1995. ISBN 0-8212-2187-6
- The Negative, 1995. ISBN 0-8212-2186-8
- The Camera, 1995. ISBN 0-8212-2184-1
- Examples: The Making of 40 Photographs, 1983. ISBN 0-8212-1750-X
- Artificial Light Photography, 1956. ISBN 0-8212-0720-2
- Natural Light Photography, 1952. ISBN 0-8212-0719-9
- The Print: Contact Printing and Enlarging, 1950. ISBN 0-8212-0718-0
- The Negative: Exposure and Development, 1949. ISBN 0-8212-0717-2
- Camera and Lens: The Creative Approach, 1948. ISBN 0-8212-0716-4
- Making a Photograph, 1935.

## Galeris d'imatges

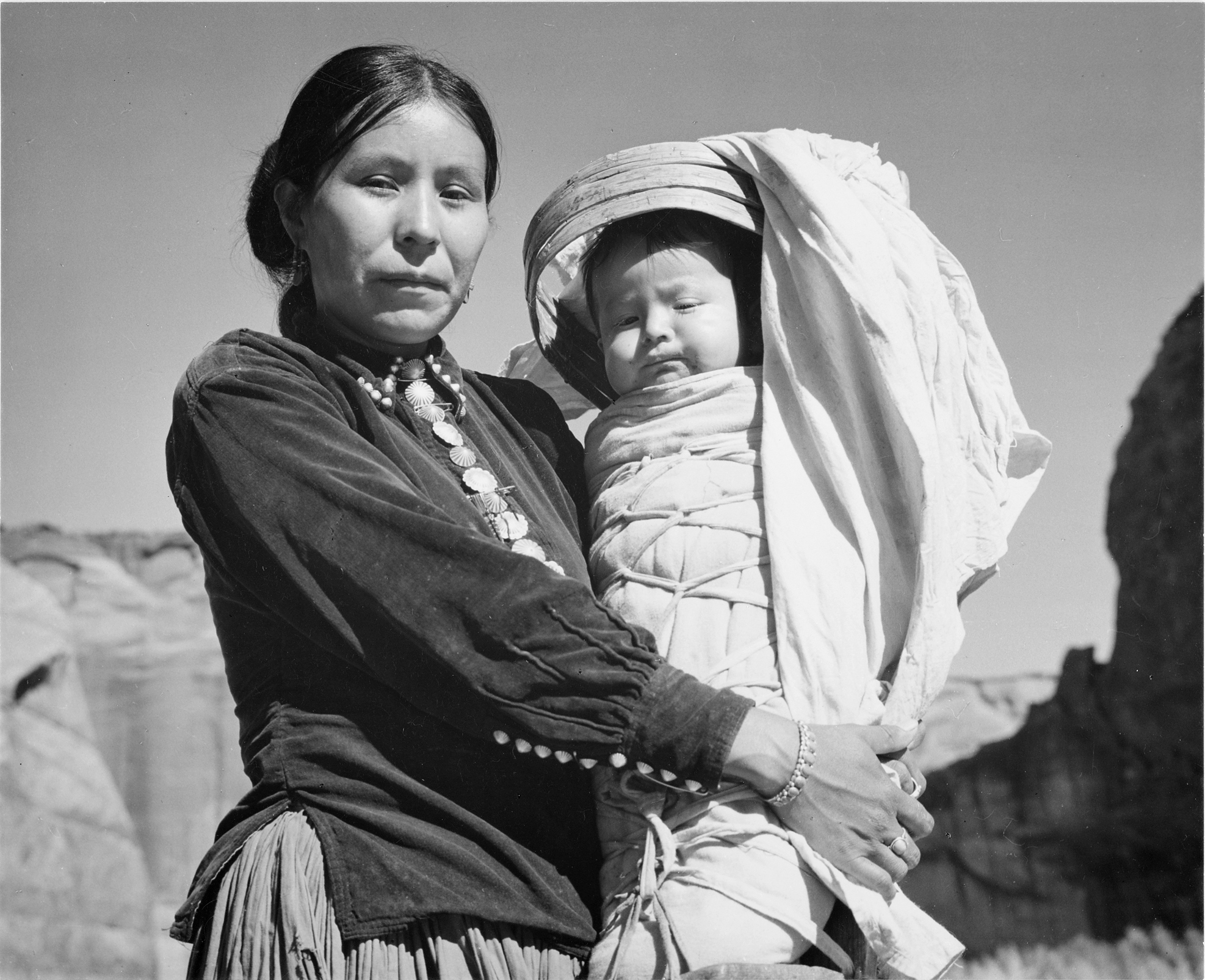
Dona amb infant aborigen "Navajo" (1933-1944)
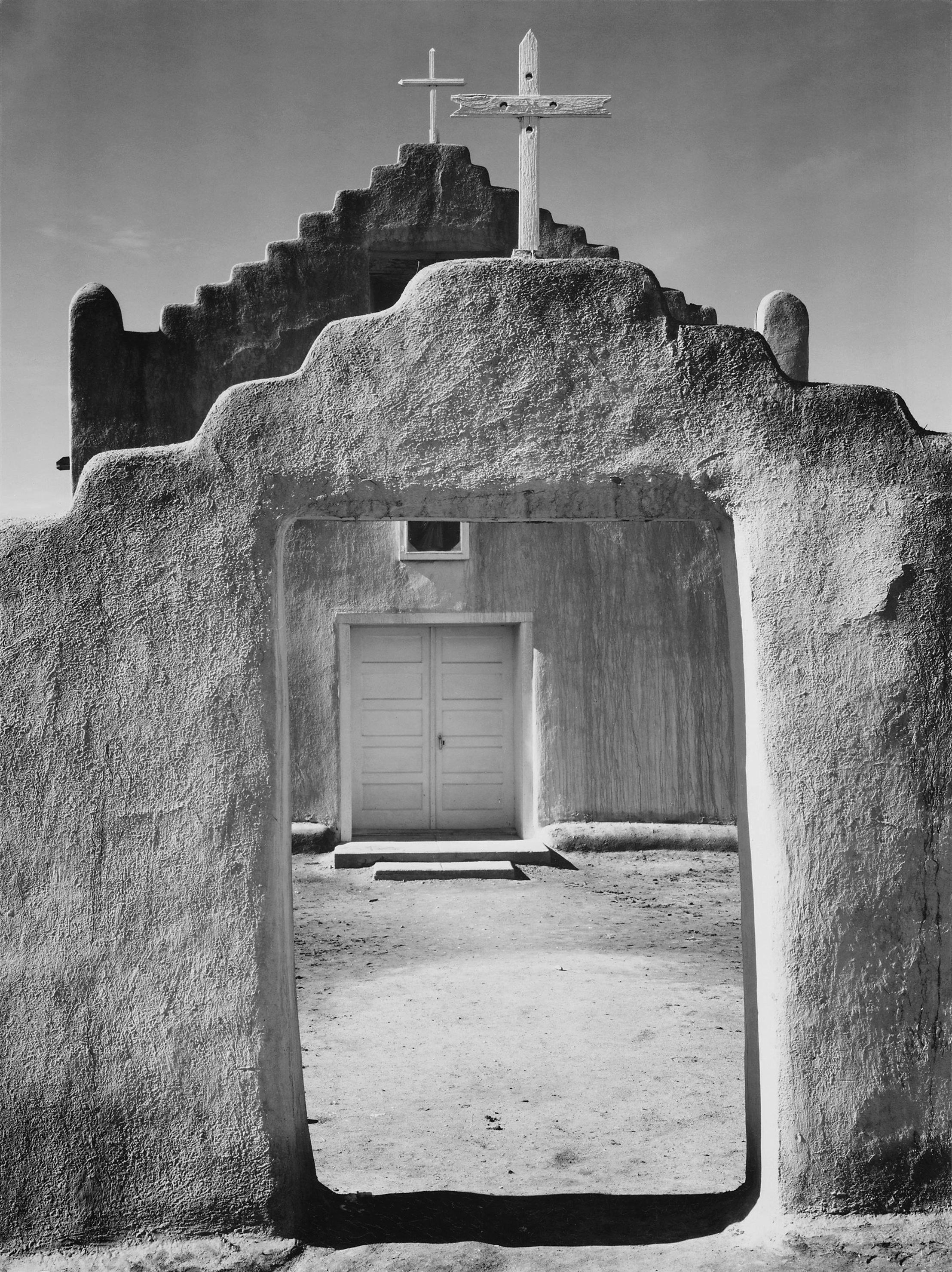
Pueblo de Taus (1933-42)
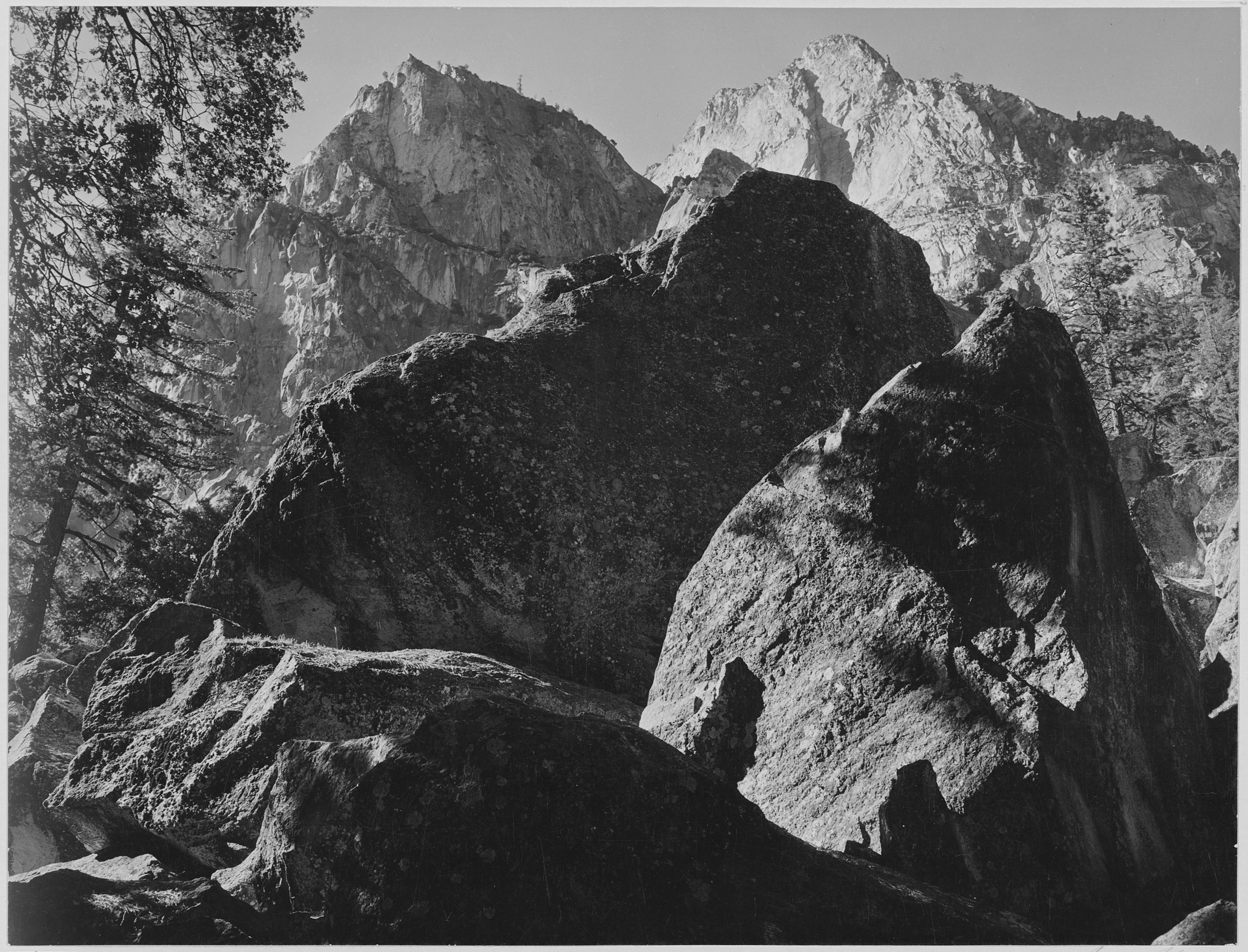
Grand Sentinel, Kings River Canyon (Califòrnia) 1936